# Создание Аспера
«Создание Аспера» — рассказ русского писателя Александра Грина, написанный и опубликованный в 1917 году.

## Сюжет и судьба текста
Главный герой рассказа — живущий в вымышленной стране судья Гаккер, который начинает создавать виртуальных людей. Это «дама под вуалью», «поэт из народа» Теклин и «благородный разбойник» Аспер. Дело заходит настолько далеко, что Гаккер решает погибнуть вместо Аспера.
Рассказ был написан в 1917 году и увидел свет в том же году на страницах журнала «Огонёк» (№25). Литературоведы отмечают, что здесь Грин обыгрывает мотив литературной мистификации, характерный для русского «Серебряного века». «Дама под вуалью» — это отсылка к Черубине де Габриак.